# Galeus priapus
Galeus priapus és una espècie de peix de la família dels esciliorrínids i de l'ordre dels carcariniformes.

## Morfologia
- Els mascles poden assolir 44,6 cm de longitud total.[5][6]

## Hàbitat
És un peix marí de clima subtropical que viu entre 620-830 m de fondària.

## Distribució geogràfica
Es troba a Nova Caledònia i Vanuatu.